# 克里 (约讷省)
克里（法語：Cry，法語發音：[kʁi]）是法国勃艮第-弗朗什-孔泰大区约讷省的一个市镇，属于阿瓦隆区。

## 地理
克里（47°42'26"N, 4°14'17"E）面积11.16 平方千米，位于法国勃艮第-弗朗什-孔泰大區约讷省，该省份为法国中北部内陆省份，西接卢瓦雷省，西北接塞纳-马恩省，南至涅夫勒省，东临科多尔省，东北与奥布省接壤。
与克里接壤的市镇（或旧市镇、城区）包括：拉维耶尔、阿涅尔昂蒙塔涅、尼伊、阿尔芒松河畔佩里尼。

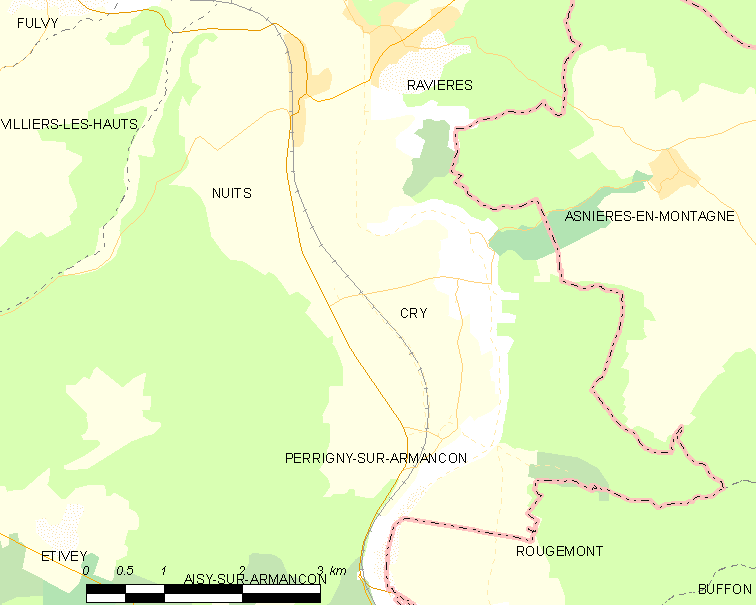
的OSM定位图

克里的时区为UTC+01:00、UTC+02:00（夏令时）。

## 行政
克里的邮政编码为89390，INSEE市镇编码为89132。

## 政治
克里所属的省级选区为托内鲁瓦县。

## 人口

1962-2008年间人口变化图示

克里于2022年1月1日时的人口数量为159人。